# Ludwig Neuhaus
Ludwig Bernhard Neuhaus (* 21. April 1810 in Solingen; † 3. März 1861 in Kreuznach) war ein deutscher Politiker.

## Leben
Als Sohn eines Kaufmanns geboren, studierte Neuhaus nach dem Besuch des Kreuznacher Gymnasiums Evangelische Theologie in Bonn und Berlin. Während seines Studiums wurde er 1830 Mitglied der Alten Bonner Burschenschaft. Wegen dieser Mitgliedschaft wurde er von der Universität Bonn 1832 relegiert, diese Relegation 1833 aber wieder aufgehoben und ihm das Studium in Berlin erlaubt. 1834 legte er die Erste Theologische Prüfung ab. 1835 wurde er wegen seiner burschenschaftlichen Aktivität in Solingen erneut verhaftet und musste in Untersuchungshaft in die Festung Wesel. Da er in Bonn bereits bestraft worden war, unterließ das Kammergericht Berlin 1836 eine erneute Bestrafung. Seine angestrebte Laufbahn als Geistlicher gab er auf und wurde Kaufmann und Weinhändler in Kreuznach. Dort war er von 1842 bis 1844 als Stadtrat tätig. 1846 war er für den Kreuznach-Bopparder Städteverband stellvertretendes Mitglied des Rheinischen Provinziallandtags. Im Mai war 1848 war er Wahlmann zur Preußischen Nationalversammlung. 1848/49 war er Mitglied und im Vorstand des Konservativen Vereins, im November 1848 Abgeordneter der Preußischen Nationalversammlung, 1850 Wahlmann zum Erfurter Parlament. 1856 war er als geschäftsführendes Mitglied des Rhein-Nahe-Eisenbahn-Komitees tätig. Von 1851 bis 1852 und von 1857 bis zu seinem Tod war er Kreuznacher Stadtverordneter.